# St. Elizabeth (Missouri)
St. Elizabeth è un villaggio degli Stati Uniti d'America, situato nello Stato del Missouri, nella contea di Miller.